# A un isolato da te
A un isolato da te è un singolo del cantante italiano Francesco Renga, pubblicato il 29 agosto 2014 come terzo estratto dal sesto album in studio Tempo reale.

## Descrizione
Scritto da Roberto Casalino, il brano è stato presentato al Festival di Sanremo 2014, ma viene scartato subito dopo la prima esibizione, dal brano scritto per lui dalla cantautrice Elisa Vivendo adesso.

Riguardo al significato del brano, il cantante ha così affermato:

## Video musicale
Il videoclip è stato pubblicato in anteprima il 29 agosto 2014 attraverso il sito di TGcom24.

## Classifiche
| Classifica (2014) | Posizione massima |
| ----------------- | ----------------- |
| Italia            | 37                |